# Verfassung des Landes Baden-Württemberg

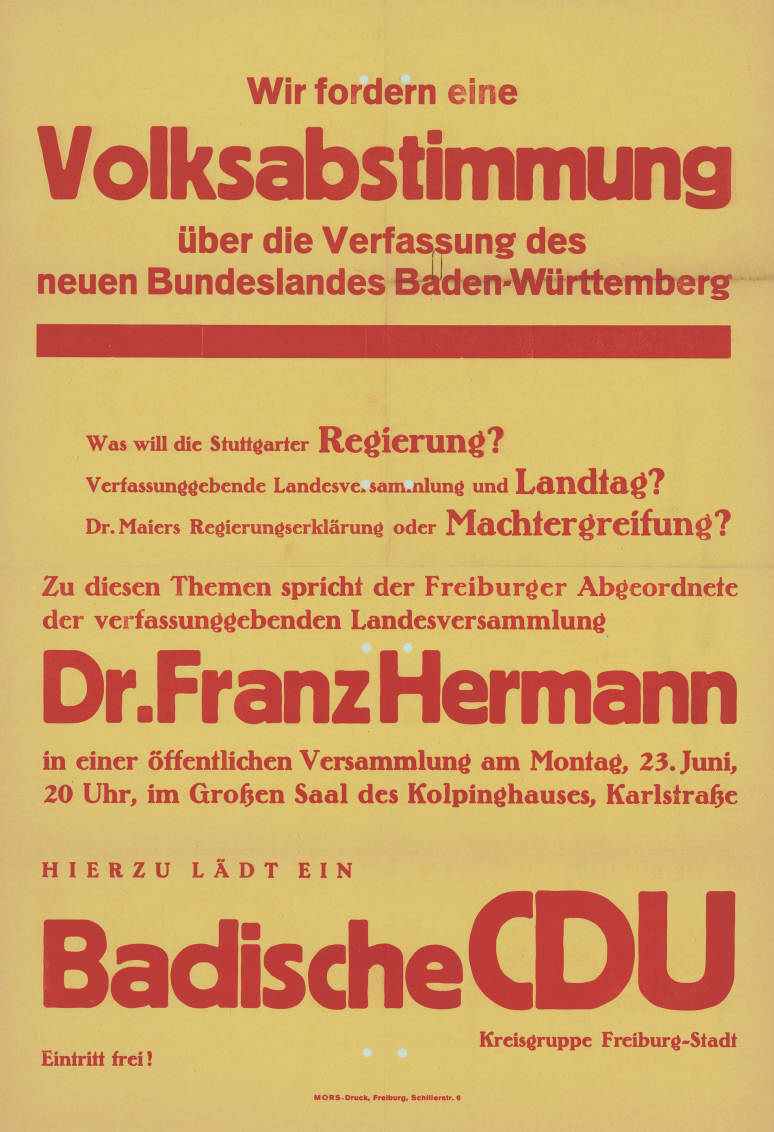
Plakat der CDU mit der Forderung nach einer Volksabstimmung über die Verfassung

Die Verfassung des Landes Baden-Württemberg wurde nach der am 25. April 1952 erfolgten Gründung des Landes Baden-Württemberg von der Verfassunggebenden Landesversammlung am 11. November 1953 beschlossen und trat am 19. November 1953 mit einem feierlichen Staatsakt im Großen Haus (Opernhaus) des Württembergischen Staatstheaters in Kraft. Sie wurde, anders als andere deutsche Landesverfassungen, nicht durch eine Volksabstimmung bestätigt. Sie löste die Verfassungen der Länder Baden, Württemberg-Baden und Württemberg-Hohenzollern ab. Für eine Übergangszeit galt ab dem 15. Mai 1952 das Gesetz über die vorläufige Ausübung der Staatsgewalt im südwestdeutschen Bundesland, das die verfassunggebende Landesversammlung beschlossen hatte.
Die Verfassung von Baden-Württemberg wurde seither fünfundzwanzig Mal geändert, zuletzt durch Gesetz vom 26. April 2022.

## Aufbau und Inhalt
Die Verfassung besteht aus dem Vorspruch (Präambel) und zwei Hauptteilen, die wiederum in insgesamt 11 Abschnitte gegliedert sind.

### Erster Hauptteil: Vom Menschen und seinen Ordnungen
I. Mensch und Staat (Artikel 1–3c)
II. Religion und Religionsgemeinschaften (Artikel 4–10)
III. Erziehung und Unterricht (Artikel 11–22)
Die Verfassung enthält keinen eigenen Grundrechtekatalog, sondern erklärt in Art. 2 Abs. 1 die im Grundgesetz für die Bundesrepublik Deutschland festgelegten Grundrechte und staatsbürgerlichen Rechte zum Bestandteil der Verfassung.
Darüber hinaus werden jedoch einzelne Grundrechte verbrieft:
- das „unveräußerliche Menschenrecht auf die Heimat“ (Art. 2 Abs. 2)[3];
- das Recht eines jeden jungen Menschen „ohne Rücksicht auf Herkunft oder wirtschaftliche Lage [...] auf eine seiner Begabung entsprechende Erziehung und Ausbildung“ (Art. 11 Abs. 1);
- das Recht auf unentgeltlichen Unterricht und die unentgeltliche Bereitstellung der Lernmittel (Lernmittelfreiheit) an öffentlichen Schulen (Art. 14 Abs. 2).

### Zweiter Hauptteil: Vom Staat und seinen Ordnungen
I. Die Grundlagen des Staates (Artikel 23–26)
II. Der Landtag (Artikel 27–44)
III. Die Regierung (Artikel 45–57)
IV. Die Gesetzgebung (Artikel 58–64)
V. Die Rechtspflege (Artikel 65–68)
VI. Die Verwaltung (Artikel 69–78)
VII. Das Finanzwesen (Artikel 79–84)
Schlussbestimmungen (Artikel 85–94)
Wie auch das Grundgesetz enthält die Verfassung eine Ewigkeitsgarantie, die sich auf die Grundsätze des republikanischen, demokratischen und sozialen Rechtsstaats erstreckt (Art. 64). Dies entspricht auch dem grundgesetzlich verankerten Homogenitätsgebot (Art. 28 Abs. 1 GG).

#### Politisches System
Der in diesem Hauptteil festgelegte Aufbau der politischen Institutionen des Landes entspricht einem parlamentarischen Regierungssystem.
- Der Landtag, das Einkammerparlament, wird im Regelfall auf 5 Jahre vom Volk (Wahlalter an die Volljährigkeit geknüpft) gewählt.
- Der Ministerpräsident, Regierungschef und Staatsoberhaupt,[5] wird vom Landtag gewählt. Die übrigen Mitglieder der Landesregierung werden von ihm ernannt und entlassen und vom Landtag bestätigt. Die Regierung ist vom Vertrauen des Landtages abhängig, der sie (bzw. den Ministerpräsidenten) jederzeit durch konstruktives Misstrauensvotum stürzen kann.
- Über verfassungsrechtliche Streitigkeiten entscheidet der Verfassungsgerichtshof. Seine Mitglieder werden vom Landtag mit einfacher Mehrheit auf neun Jahre gewählt; es besteht die Möglichkeit zur Wiederwahl. Im Übrigen ist die Gerichtsorganisation bundesgesetzlich geregelt und in Deutschland einheitlich.
- Der Landesrechnungshof ist als unabhängiges Staatsorgan zur Prüfung der Finanzen berufen.
- Mit Volksbegehren und Volksabstimmungen sowohl im Gesetzgebungsprozess (auch für verfassungsändernde Gesetze) als auch mit dem Ziel, den Landtag aufzulösen, sind Elemente einer direkten Demokratie vorgesehen. Diese sind jedoch in der Verfassungswirklichkeit weitestgehend unbedeutend, sodass es bis heute beispielsweise nur eine Volksabstimmung auf Initiative des Landtags gab (vgl. Volksabstimmung zu Stuttgart 21).